# Flying Circus
Flying Circus è un movimento ludico non a scopo di lucro a carattere nazionale italiano che riunisce gli appassionati di una particolare sottocategoria dei giochi di ruolo, cioè quella dei giochi di interpretazione e narrazione, spesso privi dell'ausilio di dadi (e spesso anche di regole formalizzate).
Il movimento, attivo soprattutto negli anni 2000, si è occupato principalmente di giochi di ruolo e LARP di tipo sperimentale. È stato una sorta di "fucina di idee" a livello principalmente italiano, ma con influenze nell'area balcanica.
Il nome si ispira ad una nota serie televisiva dei Monty Python, ma eccezion fatta per questo, non esiste alcun altro legame.
Il movimento trae le sue origini dal torneo Teatro della Mente e  si è formato durante la PadCon del 2001, principalmente ad opera di  Marzia Possenti, Teo Mora e Lorenzo Trenti.. Esso non esiste formalmente, ma solo come gruppo di riferimento online basato su un manifesto di intenti. Ciononostante, ha organizzato per  anni eventi nelle principali convention di settore, quali ModCon, Ambercon, IDEAG  Fnordcon  e altre .
Dal 2004 il Flying Circus ha collaborato con Paolo Agaraff alla redazione della rivista aperiodica Misteri & Efferatezze, la "rivista del paranormale, dell'improbabile e del decisamente strano" i cui articoli forniscono lo spunto per sessioni di gioco durante eventi e convention.
Il Flying Circus ha collaborato in diverse occasioni con l'associazione RiLL, anche per l'organizzazione dell'omonimo trofeo.
Fra i membri del Flying Circus si possono citare, oltre ai fondatori,  Davide Losito, Iacopo Frigerio (ELAR, Ravendeath), Massimiliano Enrico e Fabrizio Bonifacio (Sì, Oscuro Signore!, Love is Blue).